# Кенозерський національний парк
Кенозерський національний парк — природоохоронний об'єкт на території Заволоцької Чуді та північно-східної Вепсляндії, в Архангельскій області. Утворений 1991 року. 2004 року Кенозерський національний парк отримав статус біосферного та увійшов до Списку Біосферних резерватів ЮНЕСКО. А з 2024 року увійшов до списку всесвітньої спадщини ЮНЕСКО.

## Розташування
Кенозерський національний парк сформований із земель Плесецького та Каргопольського районів Архангельської області. Територія 1396 км².
В резервації представлена одна з останніх ділянок північних європейських лісів, що добре збереглася. Цей регіон є важливим місцем проживання перелітних птахів, а також містить у собі унікальні болотні та лісові екосистеми. На території парку знаходяться 46 сіл, їх населення близько 2 тисяч осіб.

## Погодно-кліматичні умови
Клімат району помірно континентальний. Абсолютний мінімум −47 °C, абсолютний максимум +34 °C. Стійкий сніжний покрив тримається 160 днів. Безморозний період 105—110 дній. Річний рівень опадів — 500 мм.

## Флора і фауна
У заповіднику ростуть 534 види рослин, лісами зайнято близько 74 % території (103,7 тис. га). Проте, на долю корінних лісів припадає лише 15 %.
Фауна хребетних тварин Кенозерського парку нараховує близько 270 видів, ссавці представлені 49 видами з 6 рядів. Звичайними є заєць-біляк, вивірка, горностай, європейська норка, лісова куниця, видра, лисиця звичайна, лось, єнотоподібний собака, польова миша, кабан.
Список видів птахів Кенозерського заповіднику нараховує 193 види. У фауні земноводних — 4 види: трав'яна і гостроморда жаби, ропуха сіра та тритон звичайний. З рептилій: ящірка живородна, гадюка звичайна . Проживають близько 20 видів риб, в тому числі, сьомга, пструг, сиг, ряпушка, нельма, харіус.

## Культурні та етнографічні особливості
На територія Кенозерщини зберігся місцевий культурний ландшафт, який формувався з XII століття в результаті поступової слов'янської колонізації. Тут розташовано кілька традиційних сільських поселень з самобутніми пам'ятками російського дерев'яного зодчества. У них відображені особливості общинного землеволодіння та природокористування, що склалися в результаті злиття традицій корінного фіно-угорського лісівництва та слов'янських традицій поліводства.
Серед іншого, Кенозер'я відоме як одне з місць, де наприкінці XIX – на початку ХХ століття було зібрано билини (тут їх називають "старини") Київського циклу, з участю прославлених богатирів: Іллі Муромця та Добрині Микитовича. Розташований далеко на півночі від місць, де відбувалися описані в епічних піснях події, регіон не був зруйнований під час монгольської навали, а також залишався осторонь культурної модернізації наступних століть. У результаті жива пісенна традиція Стародавньої Русі збереглася тут до минулого століття.  Билинній спадщині парку присвячено окремий музей – "На Початку було Слово" у селі Вершиніно
На території резервату розташована велика кількість об'єктів культурної спадщини, будинки та церкви — пам'ятки дерев'яної архітектури, що вціліли під час руйнівних подій останніх століть.
Разом з заповідником «Вепський ліс», що у Ленінградській області, Кенозерський національний парк — це адміністративно-територіяльна модель для відтворення національних інститутів Вепсляндії. Для Архангельської області — база для відродження автентичного фіно-угорського життя регіону.